# Чернышёва дача

Усадебный дом в мае 2005 г.

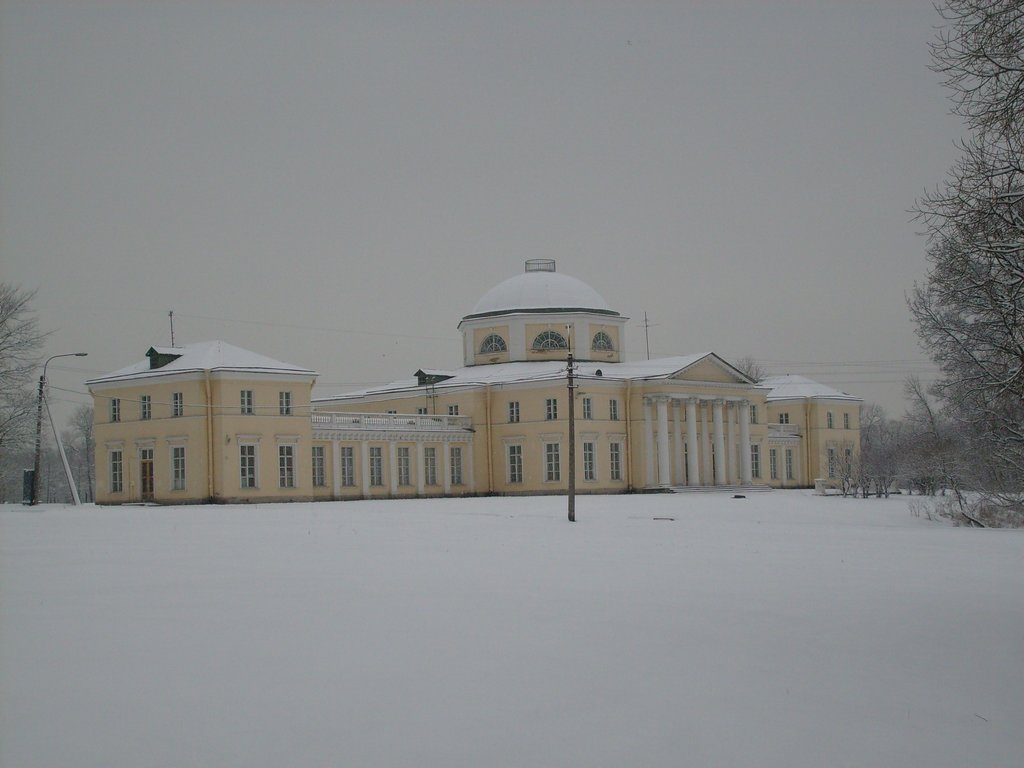
Усадебный дом в 2008 г.

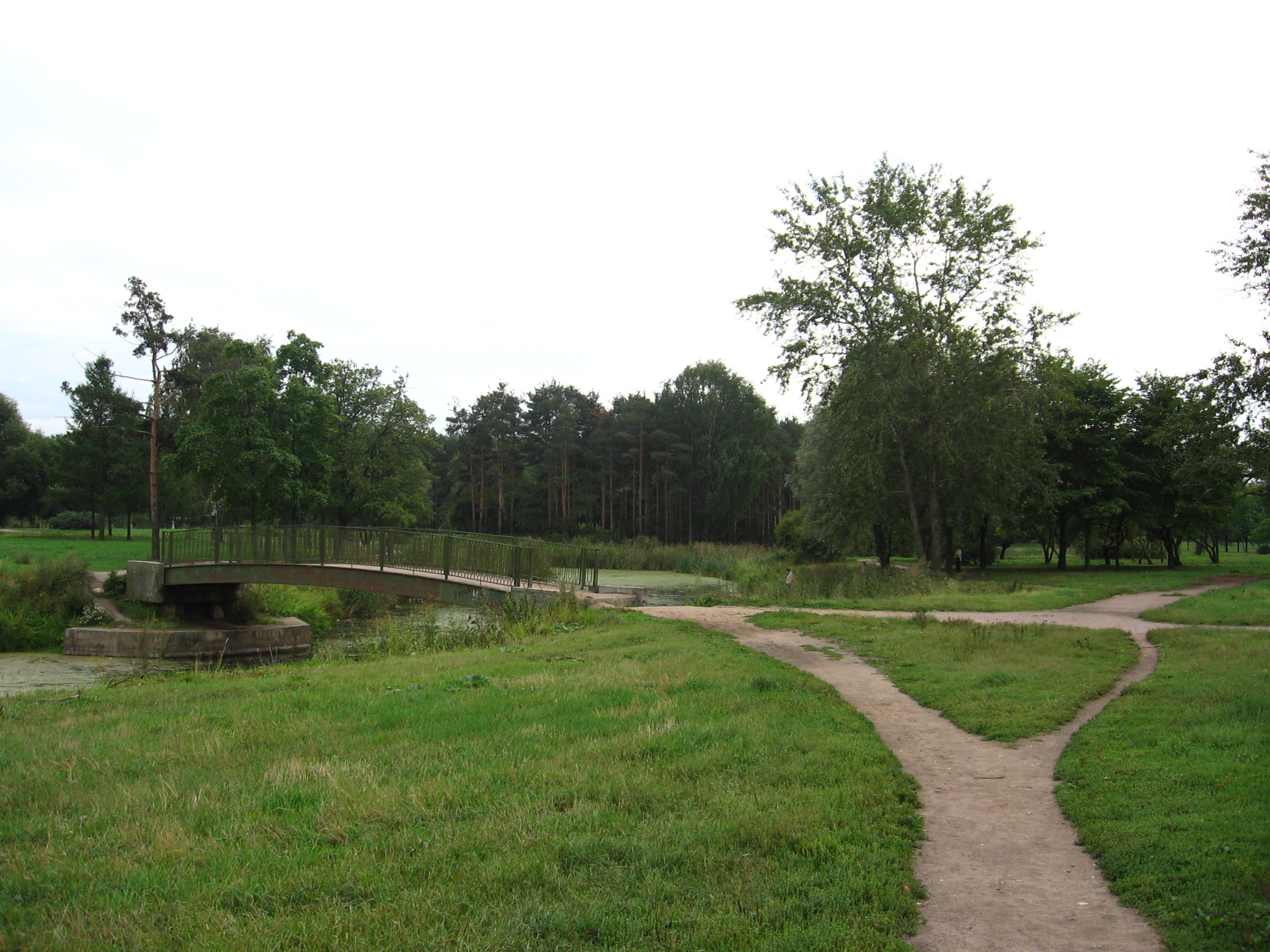
Расходящиеся тропки

Чернышёва дача — старинная палладианская усадьба графов Чернышёвых в районе Петергофской дороги, ныне в черте Санкт-Петербурга. Вокруг памятника расположен парк Александрино, названный по имени последнего дореволюционного владельца — А. Д. Шереметева.

## История
В начале XVIII века, когда участки вдоль дороги раздавалась под застройку, на месте нынешнего парка «Александрино» находилась обширная усадьба младшей сестры Петра I царевны Натальи Алексеевны, принадлежавшая ей с 1714 года. В конце XVII века здесь располагались земли двух хуторов с общим названием Пяткелле. В 1716 году царевна скончалась и «место» было разделено на два участка.
Первый, восточный, был передан Захару Даниловичу Мишукову, впоследствии адмиралу и командующему Балтийским флотом, который на западном берегу безымянного ручья построил «приморский двор».
Восточный участок усадьбы сохранялся ещё в 1930-х годах, но был впоследствии разрушен. Западная часть бывшей дачи царевны Натальи Алексеевны была передана сенатору, крупному дипломату, бывшему посланнику в Константинополе, действительному тайному советнику Петру Андреевичу Толстому.
В 1760-х годах владельцем западного участка стал Иван Григорьевич Чернышёв, искусный дипломат, пользовавшийся неограниченным доверием императрицы Елизаветы Петровны и покровительством Екатерины II. Архитектор документально не установлен, но предположительно возведение своего загородного дома Чернышёв поручил французскому архитектору Ж.-Б. Валлен-Деламоту, представителю нового для России классицизма. Здание было построено в 1770-х годах.
Застройка прошла по «усадебной схеме». Центральный корпус усадьбы квадратный в плане, у него два этажа и восемь выступов, обработанных портиками с колоннами композитного ордера. Симметрично главному корпусу расположены двухэтажные боковые флигеля, соединённые с центральной частью здания одноэтажными галереями-переходами.
В центральном корпусе расположен восьмиугольный зал, перекрытый невысоким куполом, украшенным квадратными кессонами с розеттами, с освещением через верхние полукруглые окна, прорезанные в восьмигранном барабане. В 1820-х годах внутренняя отделка здания была изменена, главный вестибюль оформлен в стиле классицизма, стены центрального зала были украшены стоящими в нишах колоннами коринфского ордера. Над колоннами шёл опоясывающий стены антаблемент, завершённый балюстрадой галереи второго этажа. На первом и на втором ярусе были декоративные мифологические панно. Автор росписи — вероятно, Д. Скотти. Двусветная галерея с полуциркульными завершениями, расположенная за залом вдоль дворового фасада центрального корпуса, была украшена ионическими пилястрами на первом ярусе и лепными кариатидами на втором. В целом дом был внешне схож с Таврическим дворцом: выделен центральный объём, сделан купол схожей формы.
Местность, лежащая к северо-западу от парка (что очень примерно соответствует пересечению проспекта Маршала Жукова с проспектом Стачек) и ранее служившая границей с поместьем князя Безбородко, исторически носила название Привал из-за коротких остановок, которые совершались здесь по пути в Красное Село или Петергоф.
В предреволюционные годы Александрино, как и близлежащая Ульянка, принадлежали Шереметевым. После революции Чернышёва дача стала обыкновенным жилым домом, большие комнаты были разделены перегородками, зал использовался как свинарник. Вдоль восточной границы парка в 1930-х годах построили «Стандартный посёлок № 3».
Во время войны усадьба находилась на переднем крае обороны и пострадала от обстрелов, были утрачены остававшиеся фрагменты росписи (здание было руинировано). В 1960-х годах главное здание было отреставрировано по проекту М. М. Плотникова, но без воссоздания интерьеров и служебных флигелей. Сейчас в нём (дом № 226 по проспекту Стачек) размещается детская художественная школа.
В XXI веке парк Александрино подвергается постоянной угрозе застройки.

## Съемки фильмов
В начале 1990-х годов на Чернышёвой даче снимали фильм ужасов «Пьющие кровь» по повести Алексея Толстого «Упырь». В начале 2000-х здесь проходили съёмки телесериала «Бедная Настя». В 1939 году здесь были сняты эпизоды фильма «Доктор Калюжный» с Аркадием Райкиным и Яниной Жеймо.